# Canarium harami
Canarium harami là một loài thực vật có hoa trong họ Burseraceae. Loài này được Bojer mô tả khoa học đầu tiên năm 1837.